# Prix Locus du meilleur premier roman
Les prix Locus sont décernés chaque année, depuis 1971, par les lecteurs du magazine américain mensuel de science-fiction Locus lors d'un banquet annuel organisé par la Locus Science Fiction Foundation.
La catégorie du meilleur premier roman récompense les premières œuvres de science-fiction, fantasy ou d'horreur. Cette catégorie a été créée en 1981.

## Palmarès
Les gagnants sont cités en premier, suivis par les autres œuvres nommées.

### Années 1980

#### 1981
L'Œuf du Dragon (Dragon's Egg) par Robert Forward
- The Orphan par Robert Stallman
- Jusqu'au cœur du soleil (Sundiver) par David Brin
- La Deuxième vie d'Ismael Forth (Beyond Rejection) par Justin Leiber
- The Gates of Heaven par Paul Preuss
- Master of the Five Magics par Lyndon Hardy
- Faucon de mai (Hawk of May) par Gillian Bradshaw
- Still Forms on Foxfield par Joan Slonczewski
- Yearwood par Paul Hazel
- Les Croque-morts (Scavengers) par David J. Skal
- Les Fileurs d'anges (Web of Angels) par John M. Ford
- White Light par Rudy Rucker
- The Man in the Darksuit par Dennis R. Caro
- One On Me par Tim Huntley
- A Lost Tale par Dale Estey

#### 1982
Starship & Haiku par Somtow Sucharitkul
- At the Eye of the Ocean par Hilbert Schenck (en)
- Radix (Radix) par A. A. Attanasio
- Jestak (The Breaking of Northwall) par Paul O. Williams (en)
- War  par Karl Hansen
- Le Prince de l'aube (The Prince of Morning Bells) par Nancy Kress
- La Révolution de Rossinante (Revolution from Rosinante) par Alexis Gilliland
- A Storm Upon Ulster par Kenneth Flint
- Under the City of Angels par Jerry Earl Brown
- Slow Fall to Dawn par Stephen Leigh
- Tintagel par Paul H. Cook
- Lanark (Lanark) par Alasdair Gray
- Pilgrimage par Drew Mendelson
- Les Fuyards du crépuscule (Daystar and Shadow) par James B. Johnson
- The Former King par Adam Corby
- The Tularemia Gambit par Steve Perry

#### 1983
Parade nuptiale (Courtship Rite) par Donald Kingsbury
- The Red Magician par Lisa Goldstein
- The Windhover Tapes: An Image of Voices par Warren Norwood
- Lady of Light par Diana L. Paxson
- Dreamrider par Sandra Miesel
- The Space Eater par David Langford
- God Stalk par P. C. Hodgell
- Earthchild par Sharon Webb
- The Delicate Dependency par Michael Talbot
- Pug l'apprenti et Milamber le mage (Magician) par Raymond E. Feist
- The Kalevide par Lou Goble
- Sorcerer's Legacy par Janny Wurts
- A Greater Infinity par Michael McCollum
- The Shadow Hunter par Pat Murphy

#### 1984
Tea With the Black Dragon par R. A. MacAvoy
- The Blackcollar par Timothy Zahn
- A Rumor of Angels par M. Bradley Kellogg
- King's Blood Four par Sheri S. Tepper
- Starrigger par John DeChancie
- The Shadow of the Ship par Robert W. Franson
- Le Vol des harpies (Harpy's Flight) par Megan Lindholm
- Anvil of the Heart par Bruce T. Holmes
- The Forest of App par Gloria Rand Dank
- Ratha's Creature par Clare Bell

#### 1985
Le Rivage oublié (The Wild Shore) par Kim Stanley Robinson
- Neuromancien (Neuromancer) par William Gibson
- Emergence par David R. Palmer (en)
- Les Yeux électriques (Green Eyes) par Lucius Shepard
- Histoire d'os (Them Bones) par Howard Waldrop
- Valentina: Soul in Sapphire par Joseph H. Delaney et Marc Stiegler
- The Riddle of the Wren par Charles de Lint
- The Ceremonies par T. E. D. Klein
- Frontera par Lewis Shiner
- Procurator par Kirk Mitchell
- Palimpsests par Carter Scholz et Glenn Harcourt
- The Alchemists par Geary Gravel
- The Game Beyond par Melissa Scott
- Divine endurance (Divine Endurance) par Gwyneth Jones
- Elleander Morning par Jerry Yulsman
- Winter's Daughter par Charles Whitmore
- Demon-4 par David Mace

#### 1986
Contact (Contact) par Carl Sagan
- Emprise par Michael P. Kube-McDowell
- Le Baiser du masque (In the Drift) par Michael Swanwick
- L'Arbre de l'été (The Summer Tree) par Guy Gavriel Kay
- Tailchaser's Song par Tad Williams
- Cats Have No Lord par Will Shetterly
- Masters of Glass par M. Coleman Easton
- Saraband of Lost Time par Richard Grant
- Walk the Moon's Road par Jim Aikin
- Infinity's Web par Sheila Finch (en)
- The Isle of Glass par Judith Tarr
- Saturnalia par Grant Callin
- The Torch of Honor par Roger MacBride Allen
- Children of the Light par Susan B. Weston
- The Warrior Who Carried Life par Geoff Ryman
- Le Chant de Kali (Song of Kali) par Dan Simmons
- The Secret Country par Pamela C. Dean
- Skyrider 1: Skirmish par Melisa C. Michaels
- The Long Forgetting par Edward A. Byers
- The Sorcery Within par Dave Smeds
- The Princess of Flames par Ru Emerson
- Pandora's Genes par Kathryn Lance
- Down Town par Viido Polikarpus et Tappan King
- Ibis par Linda Steele
- Staroamer's Fate par Chuck Rothman

#### 1987
The Hercules Text par Jack McDevitt
- Cordelia Vorkosigan (Shards of Honor) par Lois McMaster Bujold
- La Cabane de l'aiguilleur (A Hidden Place) par Robert Charles Wilson
- Wrack & Roll par Bradley Denton
- The Cross-Time Engineer par Leo Frankowski
- No Safe Place par Anne Moroz
- Sentience par Terry A. Adams
- The Doomsday Effect par Thomas Wren (en)
- Windmaster's Bane par Tom Deitz
- The Game of Fox and Lion par Robert R. Chase
- Fire Sanctuary par Katharine Eliska Kimbriel
- Warchild par Richard Bowes
- Le Sortilège de la dague (Daggerspell) par Katharine Kerr
- The Curse of Sagamore par Kara Dalkey
- The Star Country par Michael Cassutt
- Les Chiens de la Morrigan (The Hounds of the Morrigan) par Pat O'Shea
- The Burning Stone par Deborah Turner Harris

#### 1988
War for the Oaks par Emma Bull
- Mindplayers par Pat Cadigan
- In Conquest Born par C. S. Friedman
- Liege-Killer par Christopher Hinz (en)
- The Net par Loren J. MacGregor
- Les Flèches de la reine (Arrows of the Queen) par Mercedes Lackey
- Becoming Alien par Rebecca Ore
- After the Zap par Michael Armstrong
- Reindeer Moon par Elizabeth Marshall Thomas
- À la pointe de l'épée (Swordspoint) par Ellen Kushner
- Les Aventures d'un homme invisible (Memoirs of an Invisible Man) par H. F. Saint
- Napoleon Disentimed par Hayford Peirce
- A Death of Honor par Joe Clifford Faust
- The American Book of the Dead par Stephen Billias
- The Architects of Hyperspace par Thomas R. McDonough
- L'Ombre de ses ailes (The Shadow of His Wings) par Bruce Fergusson
- Pennterra par Judith Moffett
- The Leeshore par Robert Reed
- A Rose-Red City par Dave Duncan
- The Movement of Mountains par Michael Blumlein
- Station Gehenna par Andrew Weiner
- Soldiers of Paradise par Paul Park
- Teot's War par Heather Gladney
- Soulstring par Midori Snyder
- Frame of Reference par Jerry Oltion

#### 1989
Desolation Road (Desolation Road) par Ian McDonald
- Walkabout Woman par Michaela Roessner
- Métrophage (Metrophage) par Richard Kadrey
- Sheepfarmer's Daughter par Elizabeth Moon
- The Armageddon Blues par Daniel Keys Moran
- Prince Dragon (Dragon Prince) par Melanie Rawn
- Moon of Ice par Brad Linaweaver
- Inexistence (Neverness) par David Zindell
- Quatre cents milliards d'étoiles (Four Hundred Billion Stars) par Paul J. McAuley
- Journey to Fusang par William Sanders
- Resurrection, Inc. par Kevin J. Anderson
- Fool on the Hill par Matt Ruff
- Demon of Undoing par Andrea I. Alton
- Le Chevalier aveugle (The Blind Knight) par Gail Van Asten
- The Heavenly Horse from the Outermost West par Mary Stanton
- Molly Dear: The Autobiography of an Android par Stephen Fine
- Dreams of Flesh and Sand par W. T. Quick
- Maiden Flight par Eric Vinicoff
- The Fairy of Ku-She par M. Lucie Chin
- Inner Eclipse par Richard Paul Russo
- The Enchantments of Flesh and Spirit par Storm Constantine
- Tower to the Sky par Phillip C. Jennings
- Through a Brazen Mirror par Delia Sherman

### Années 1990
| Sommaire : | - Haut - 1990 - 1991 - 1992 - 1993 - 1994 - 1995 - 1996 - 1997 - 1998 - 1999 |

#### 1990
Orbital Decay par Allen Steele
- La Volupté du sang (Sunglasses After Dark) par Nancy A. Collins
- On My Way to Paradise par Dave Wolverton
- The Tides of God par Ted Reynolds
- Strange Invasion par Michael Kandel
- Laying the Music to Rest par Dean Wesley Smith
- The Gate of Ivory par Doris Egan
- Petrogypsies par Rory Harper
- Twistor par John Cramer
- L’Étrange Histoire de sir Hugo et de son valet Fledge (The Grotesque) par Patrick McGrath
- Silk Road par Jeanne Larsen
- The Steerswoman par Rosemary Kirstein (en)
- Child of Saturn par Teresa Edgerton
- Julian's House par Judith Hawkes
- Mermaid's Song par Alida Van Gores
- Territoires du crépuscule (After Sundown) par Randall Boyll
- Bad Voltage par Jonathan Littell
- Contrarywise par Zohra Greenhalgh
- Empire's Horizon par John Brizzolara

#### 1991
In the Country of the Blind par Michael F. Flynn
- Winterlong par Elizabeth Hand
- Arachne par Lisa Mason
- Golden Fleece par Robert J. Sawyer
- An Abyss of Light par Kathleen M. O'Neal
- Black Snow Days par Claudia O'Keefe
- In the Net of Dreams par Wm. Mark Simmons
- Nightlight par Michael Cadnum
- Cortez on Jupiter par Ernest Hogan
- Keepers of the Peace par Keith Brooke
- The Interior Life par Katherine Blake
- The Silver Kiss par Annette Curtis Klause

#### 1992
Brèche vers l'Enfer (The Cipher) par Kathe Koja
- The White Mists of Power par Kristine Kathryn Rusch
- Sculpteurs de ciel (Carve the Sky) par Alexander Jablokov
- Gravité (Raft) par Stephen Baxter
- Halo par Tom Maddox
- Alien Blues par Lynn S. Hightower
- The Illusionists par Faren Miller
- The Spiral Dance par R. Garcia y Robertson
- Groundties par Jane Fancher
- Mojo and the Pickle Jar par Douglas Bell
- Prodigal par Melanie Tem
- Moonwise par Greer Ilene Gilman
- Le Frère initié (The Initiate Brother) par Sean Russell
- Sarah Canary par Karen Joy Fowler
- Shade par Emily Devenport
- Second Star par Dana Stabenow
- Wilderness par Dennis Danvers

#### 1993
China Mountain Zhang par Maureen F. McHugh
- Jumper (Jumper) par Steven Gould
- Âmes perdues (Lost Souls) par Poppy Z. Brite
- Flying in Place par Susan Palwick (en)
- Fatherland (Fatherland) par Robert Harris
- Fire in the Mist par Holly Lisle
- The Mountain Made of Light par Edward Meyers
- Sheltered Lives par Charles Oberndorf
- The Meri par Maya Kaathryn Bohnhoff (en)

#### 1994
Cold Allies par Patricia Anthony
- Ammonite par Nicola Griffith
- The Drylands par Mary Rosenblum
- CrashCourse par Wilhelmina Baird
- Virtual Girl par Amy Thomson
- Mutagenesis par Helen Collins
- Warpath par Tony Daniel
- Flying to Valhalla par Charles Pellegrino
- The Rising of the Moon par Flynn Connolly
- Le Jeu de la passion (Passion Play) par Sean Stewart
- The Devil You Say par Elisa DeCarlo
- Le Feu primordial (The Element of Fire) par Martha Wells
- Forests of the Night par S. Andrew Swann
- The Well-Favored Man par Elizabeth Willey
- Afterage par Yvonne Navarro

#### 1995
Flingue sur fond musical (Gun, With Occasional Music) par Jonathan Lethem
- Queen City Jazz (Queen City Jazz) par Kathleen Ann Goonan
- Rhinegold par Stephan Grundy
- La Sorcière et le Wombat (Witch and Wombat) par Carolyn Cushman
- Vurt (Vurt) par Jeff Noon
- Midshipman's Hope par David Feintuch
- La Première Leçon du sorcier (Wizard's First Rule) par Terry Goodkind
- Aurian (Aurian) par Maggie Furey
- Love Bite par Sherry Gottlieb
- The Woman Between the Worlds par F. Gwynplaine MacIntyre
- Brother to Dragons, Companion to Owls par Jane Lindskold
- Becoming Human par Valerie J. Freireich
- Mistwalker par Denise Lopes Heald
- Aggressor Six par Wil McCarthy
- This Side of Judgment par J. R. Dunn
- The Imperium Game par K. D. Wentworth
- Changing Fate par Elisabeth Waters

#### 1996
The Bohr Maker par Linda Nagata
- The Shape-Changer's Wife par Sharon Shinn
- Lethe par Tricia Sullivan
- Dead Girls par Richard Calder (en)
- Door Number Three par Patrick O'Leary
- L'Enfant de la prophétie (The Baker's Boy) par J. V. Jones
- Quasar par Jamil Nasir
- Humility Garden par Felicity Savage
- Genellan: Planetfall par Scott G. Gier
- Point d'Inversion (Primary Inversion) par Catherine Asaro
- Legacies par Alison Sinclair
- The Printer's Devil par Chico Kidd

#### 1997
Reclamation par Sarah Zettel et Whiteout par Sage Walker (en) (ex æquo)
- Les Enfants du fleuve (The Waterborn) par J. Gregory Keyes
- The Fortunate Fall par Raphael Carter
- Celestial Matters par Richard Garfinkle (en)
- Le Gardien de l'ange (Looking for the Mahdi) par N. Lee Wood
- Les Maîtres de l'ombre (Luck in the Shadows) par Lynn Flewelling
- Mordred's Curse par Ian McDowell
- Mainline (Mainline) par Deborah Christian
- Wind from a Foreign Sky par Katya Reimann
- Shade and Shadow par Francine G. Woodbury
- Le Moineau de Dieu (The Sparrow) par Mary Doria Russell
- Mage Heart par Jane Routley
- Commencement par Roby James
- First Dawn par Mike Moscoe

#### 1998
The Great Wheel par Ian R. MacLeod
- Expendable par James Alan Gardner
- Black Wine par Candas Jane Dorsey
- An Exchange of Hostages par Susan R. Matthews (en)
- Mars Underground par William K. Hartmann
- The Art of Arrow Cutting par Stephen Dedman
- The Merro Tree par Katie Waitman (en)
- Orbital Park (Lightpaths) par Howard V. Hendrix
- A Thousand Words for Stranger par Julie E. Czerneda
- Waking Beauty par Paul Witcover
- The Troika par Stepan Chapman
- The Stone Prince par Fiona Patton
- Les Chiens monstres (Lives of the Monster Dogs) par Kirsten Bakis
- Aube de fer (Iron Dawn) par Matthew Woodring Stover
- The Seventh Heart par Marina Fitch
- The Seraphim Rising par Elisabeth DeVos

#### 1999
La Ronde des esprits (Brown Girl in the Ring) par Nalo Hopkinson
- Halfway Human par Carolyn Ives Gilman
- Dans le jardin d'Iden (In the Garden of Iden) par Kage Baker
- Harry Potter à l'école des sorciers (Harry Potter and the Philosopher's Stone) par J. K. Rowling
- Cavalier vert (Green Rider) par Kristen Britain
- Silk par Caitlín R. Kiernan
- The Last Dragonlord par Joanne Bertin
- The Iron Bridge par David Morse
- Dawn Song par Michael Marano
- The High House par James Stoddard
- Lisane, la magicienne sans nom (Nameless Magery) par Delia Marshall Turner
- Chronique des jours à venir (A Scientific Romance) par Ronald Wright
- La Fille du sang (Daughter of the Blood) par Anne Bishop
- Anvil par Nicholas van Pallandt
- The Wild Hunt: Vengeance Moon par Jocelin Foxe
- Dragonclaw: Book One of The Witches of Eileanan par Kate Forsyth

### Années 2000
| Sommaire : | - Haut - 2000 - 2001 - 2002 - 2003 - 2004 - 2005 - 2006 - 2007 - 2008 - 2009 |

#### 2000
The Silk Code par Paul Levinson (en)
- L'Ombre d'Ararat  et Les Clefs du pouvoir (The Shadow of Ararat) par Thomas Harlan
- Starfish (Starfish) par Peter Watts
- Code of Conduct par Kristine Smith (en)
- The Thief's Gamble par Juliet E. McKenna
- Le Roi des rats (King Rat) par China Miéville
- Shiva 3000 par Jan Lars Jensen
- Prospero's Children par Jan Siegel
- Time par Maxine McArthur
- Rhapsody (Rhapsody) par Elizabeth Haydon
- Nocturne for a Dangerous  par Marc Matz
- Silver par Justina Robson
- The Divinity Student par Michael Cisco (en)
- The Chosen par Ricardo Pinto
- Les Jardins de la lune (Gardens of the Moon) par Steven Erikson

#### 2001
Mars Crossing par Geoffrey A. Landis
- L'Espace de la révélation (Revelation Space) par Alastair Reynolds
- Ceres Storm par David Herter
- Wheelers par Ian Stewart et Jack Cohen
- La Maison des feuilles (House of Leaves) par Mark Z. Danielewski
- Sœur des cygnes (Daughter of the Forest) par Juliet Marillier
- The King's Peace par Jo Walton
- Salt par Adam Roberts
- The Glasswright's Apprentice par Mindy L. Klasky
- Sauveurs d'âmes (Soulsaver) par James Stevens-Arce
- Growing Wings par Laurel Winter

#### 2002
La Marque (Kushiel's Dart) par Jacqueline Carey
- L'Affaire Jane Eyre (The Eyre Affair) par Jasper Fforde
- The Ill-Made Mute par Cecilia Dart-Thornton
- The Ghost Sister par Liz Williams
- Alien Taste par Wen Spencer (en)
- Divine Intervention par Ken Wharton
- Ill Met by Moonlight par Sarah A. Hoyt
- Illumination par Terry McGarry
- Dance of Knives par Donna McMahon
- Inca par Suzanne Allés Blom
- Archangel Protocol par Lyda Morehouse
- Swim the Moon par Paul Brandon
- Eccentric Circles par Rebecca Lickiss
- The Love-Artist par Jane Alison
- Enemy Glory par Karen Michalson
- Children of the Shaman par Jessica Rydill

#### 2003
Le Soleil du nouveau monde (A Scattering of Jades) par Alexander C. Irvine
- L'Œcumène d'or (The Golden Age) par John C. Wright
- Carbone modifié (Altered Carbon) par Richard Morgan
- Solitaire par Kelley Eskridge (en)
- Le Bureau des atrocités (The Atrocity Archive) par Charles Stross
- Warchild (Warchild) par Karin Lowachee
- Le Royaume de l'été (The Summer Country) par James A. Hetley
- Fires of the Faithful par Naomi Kritzer
- The Red Church par Scott Nicholson
- The God Who Begat a Jackal par Nega Mezlekia
- Just Like Beauty par Lisa Lerner
- The Eye of Night par Pauline J. Alama

#### 2004
Dans la dèche au royaume enchanté (Down and Out in the Magic Kingdom) par Cory Doctorow
- Veniss Underground par Jeff VanderMeer
- Le temps n'est rien (The Time Traveler's Wife) par Audrey Niffenegger
- Aquaforte (The Etched City) par K. J. Bishop
- Paper Mage par Leah R. Cutter
- Spin State (Spin State) par Chris Moriarty
- Clade par Mark Budz (en)
- Autrefois les ténèbres (The Darkness That Comes Before) par R. Scott Bakker
- Star Dragon par Mike Brotherton
- A Telling of Stars par Caitlin Sweet
- Magic's Silken Snare par ElizaBeth Gilligan
- The Buzzing par Jim Knipfel

#### 2005
Jonathan Strange et Mr Norrell (Jonathan Strange & Mr Norrell) par Susanna Clarke
- L'Année de notre guerre (The Year of Our War) par Steph Swainston
- La Cité de perle (City of Pearl) par Karen Traviss
- Trash Sex Magic par Jennifer Stevenson
- The Coyote Kings of the Space-Age Bachelor Pad par Minister Faust
- Ghosts in the Snow par Tamara Siler Jones (en)
- Olympic Games par Leslie What
- Move Under Ground par Nick Mamatas
- Weapons of Choice par John Birmingham
- Regard violet (Through Violet Eyes) par Stephen Woodworth
- Fitzpatrick's War par Theodore Judson
- The Arcanum par Thomas Wheeler
- Firethorn par Sarah Micklem
- The Labyrinth par Catherynne M. Valente
- The Gods and Their Machines par Oisin McGann

#### 2006
Hammered/Scardown/Worldwired par Elizabeth Bear
- Le Vieil Homme et la Guerre (Old Man's War) par John Scalzi
- Un Paradis d'enfer (Counting Heads) par David Marusek
- The Strange Adventures of Rangergirl par Tim Pratt
- Vélum (Vellum) par Hal Duncan
- Rocket Science par Jay Lake
- Melusine par Sarah Monette
- The Prodigal Troll par Charles Coleman Finlay
- Dans les griffes de la sorcière (Magic or Madness) par Justine Larbalestier
- Bear Daughter par Judith Berman
- Le Poison écarlate (Poison Study) par Maria V. Snyder (en)
- Zahrah the Windseeker par Nnedi Okorafor-Mbachu
- Singer of Souls par Adam Stemple (en)
- Spotted Lily par Anna Tambour
- Le Voyage de Mosca (Fly by Night) par Frances Hardinge

#### 2007
Téméraire : Les Dragons de Sa Majesté/Le Trône de jade/Par les chemins de la soie (Temeraire: His Majesty's Dragon/Throne of Jade/Black Powder War) par Naomi Novik
- Les Mensonges de Locke Lamora (The Lies of Locke Lamora) par Scott Lynch
- Crystal Rain (Crystal Rain) par Tobias S. Buckell
- The Green Glass Sea par Ellen Klages
- Les Mangeurs de rêves (The Glass Books of the Dream Eaters) par Gordon Dahlquist
- La Saison de l'ombre (A Shadow in Summer) par Daniel Abraham
- Summer of the Apocalypse par James Van Pelt
- Scar Night par Alan Campbell
- Premier Sang (The Blade Itself) par Joe Abercrombie
- The Stolen Child par Keith Donohue
- The Burning Girl par Holly Phillips
- The Patron Saint of Plagues par Barth Anderson

#### 2008
Le Costume du mort (Heart-Shaped Box) par Joe Hill
- Le Nom du vent (The Name of the Wind) par Patrick Rothfuss
- Flora Segunda par Ysabeau S. Wilce
- One for Sorrow par Christopher Barzak
- La Coupe mortelle (City of Bones) par Cassandra Clare
- Grey par Jon Armstrong
- The Sword-Edged Blonde par Alex Bledsoe
- Breakfast with the One You Love par Eliot Fintushel
- Ne jamais tomber amoureuse (Wicked Lovely) par Melissa Marr
- Maledicte par Lane Robins

#### 2009
Singularity's Ring par Paul Melko
- Pandemonium par Daryl Gregory
- La Cité des dieux (Thunderer) par Felix Gilman
- Black Ships par Jo Graham
- Gonzo Lubitsch ou l'Incroyable Odyssée (The Gone-Away World) par Nick Harkaway
- Graceling (Graceling) par Kristin Cashore
- L'Homme-Rune (The Painted Man) par Peter V. Brett
- Last Dragon par J. M. McDermott
- Le Cabinet des merveilles (The Cabinet of Wonders) par Marie Rutkoski
- La Conspiration du loup rouge (The Red Wolf Conspiracy) par Robert V. S. Redick
- Alive in Necropolis par Doug Dorst
- The Long Look par Richard Parks
- The Ninth Circle par Alex Bell

### Années 2010
| Sommaire : | - Haut - 2010 - 2011 - 2012 - 2013 - 2014 - 2015 - 2016 - 2017 - 2018 - 2019 |

#### 2010
La Fille automate (The Windup Girl) par Paolo Bacigalupi
- Lamentation (Lamentation) par Ken Scholes
- Manuel à l'usage des apprentis détectives (The Manual of Detection) par Jedediah Berry
- Sans âme (Soulless) par Gail Carriger
- Norse Code par Greg van Eekhout
- Ash par Malinda Lo
- La Malédiction de la rose (Rosemary and Rue) par Seanan McGuire
- Harbinger par Jack Skillingstead
- Total Oblivion, More or Less par Alan DeNiro
- Liens infernaux (Spellbent) par Lucy A. Snyder
- Living with Ghosts par Kari Sperring
- Le Palais adamantin (The Adamantine palace) par Stephen Deas
- Lightbreaker par Mark Teppo
- Le Sang des Ambrose (Blood of Ambrose) par James Enge

#### 2011
Les Cent Mille Royaumes (The Hundred Thousand Kingdoms) par N. K. Jemisin
- Guide de survie pour le voyageur du temps amateur (How to Live Safely in a Science Fictional Universe) par Charles Yu (en)
- Le Voleur quantique (The Quantum Thief) par Hannu Rajaniemi
- Shades of Milk and Honey par Mary Robinette Kowal
- The Loving Dead par Amelia Beamer
- The Bookman par Lavie Tidhar
- The Native Star par M. K. Hobson (en)
- A Book of Tongues par Gemma Files (en)
- Redemption in Indigo par Karen Lord
- Clowns at Midnight par Terry Dowling
- Le Rêve du mouvement perpétuel (The Dream of Perpetual Motion) par Dexter Palmer (en)
- The Replacement par Brenna Yovanoff
- Meeks par Julia Holmes
- The Last Page par Anthony Huso
- Noise par Darin Bradley

#### 2012
Le Cirque des rêves (The Night Circus) par Erin Morgenstern
- Mechanique: A Tale of the Circus Tresaulti par Genevieve Valentine
- Notre fin sera si douce (Soft Apocalypse) par Will McIntosh
- God’s War par Kameron Hurley
- Player One (Ready Player One) par Ernest Cline
- Of Blood and Honey par Stina Leicht
- The Tiger's Wife par Téa Obreht
- La Fille de braises et de ronces (The Girl of Fire and Thorns) par Rae Carson
- Seed par Rob Ziegler
- The Desert of Souls par Howard Andrew Jones (en)
- Debris par Jo Anderton
- Le Baiser du rasoir (Low Town) par Daniel Polansky
- Saba ange de la mort (Blood Red Road) par Moira Young

#### 2013
Throne of the Crescent Moon par Saladin Ahmed
- Alif l'invisible (Alif the Unseen) par G. Willow Wilson
- vN par Madeline Ashby (en)
- Seraphina par Rachel Hartman (en)
- The Games par Ted Kosmatka
- Blackwood par Gwenda Bond
- Rituals par Roz Kaveney
- Goblin Secrets par William Alexander
- Wide Open par Deborah Coates
- The Snow Child par Eowyn Ivey
- Les Orphelins du royaume (The Gathering Dark) par Leigh Bardugo
- Bad Glass par Richard E. Gropp
- L'Obsession (The Man from Primrose Lane) par James Renner
- Sanctum par Sarah Fine

#### 2014
La Justice de l'ancillaire (Ancillary Justice) par Ann Leckie
- La Femme d'argile et l'Homme de feu (The Golem and the Jinni) par Helene Wecker (en)
- Un étranger en Olondre (A Stranger in Olondria) par Sofia Samatar
- The Thinking Woman’s Guide to Real Magic par Emily Croy Barker
- The Golden City par J. Kathleen Cheney
- The Scroll of Years par Chris Willrich
- Vlast (Wolfhound Century) par Peter Higgins
- The Age of Ice par J. M. Sidorova
- A Questionable Shape par Bennett Sims

#### 2015
The Memory Garden par Mary Rickert
- A Darkling Sea par James L. Cambias
- The Emperor’s Blades par Brian Staveley
- Elysium par Jennifer Marie Brissett
- The Clockwork Dagger par Beth Cato
- The Girl In the Road par Monica Byrne
- La Course (The Race) par Nina Allan
- The Stone Boatmen par Sarah Tolmie
- Unwrapped Sky par Rjurik Davidson
- Otherbound par Corinne Duyvis
- The Angel of Losses par Stephanie Feldman

#### 2016
La Grâce des rois (The Grace of Kings) par Ken Liu
- Sorcerer to the Crown par Zen Cho (en)
- Signal to Noise par Silvia Moreno-Garcia
- The Sorcerer of the Wildeeps par Kai Ashante Wilson (en)
- The Watchmaker of Filigree Street par Natasha Pulley
- The Traitor Baru Cormorant par Seth Dickinson (en)
- Vermilion par Molly Tanzer
- Agent of the Imperium par Marc Miller
- Archangel par Marguerite Reed
- Last Song Before Night par Ilana C. Myer
- The Devourers par Indra Das (en)
- The Weave par Nancy Jane Moore
- Updraft par Fran Wilde (en)
- Abomination par Gary Whitta

#### 2017
Le Gambit du renard (Ninefox Gambit) par Yoon Ha Lee
- Everfair par Nisi Shawl
- Infomocracy par Malka Older (en)
- Arabella of Mars par David D. Levine
- Roses and Rot par Kat Howard (en)
- Le Baiser amer des étoiles (The Star-Touched Queen) par Roshani Chokshi
- The Girl from Everywhere par Heidi Heilig
- Waypoint Kangaroo par Curtis Chen
- Vigil par Angela Slatter (en)
- La Lectrice (The Reader) par Traci Chee
- Trop semblable à l'éclair (Too Like the Lightning) par Ada Palmer
- Azanian Bridges par Nick Wood
- A Fierce and Subtle Poison par Samantha Mabry
- Nameless par Matthew Rossi
- Devil and the Bluebird par Jennifer Mason-Black
- Borderline par Mishell Baker (en)
- Rescue Run par Jon Del Arroz

#### 2018
The Strange Case of the Alchemist’s Daughter par Theodora Goss
- Autonome (Autonomous) par Annalee Newitz
- L'Ours et le Rossignol (The Bear and the Nightingale) par Katherine Arden
- Lincoln au Bardo (Lincoln in the Bardo) par George Saunders
- La Cité de laiton (The City of Brass) par S. A. Chakraborty (en)
- Winter Tide par Ruthanna Emrys
- Amberlough par Lara Elena Donnelly (en)
- L'Incivilité des fantômes (An Unkindness of Ghosts) par Rivers Solomon
- The Art of Starving par Sam J. Miller
- Amatka par Karin Tidbeck
- The Tiger's Daughter par K Arsenault Rivera
- The Prey of Gods par Nicky Drayden
- Dreadnought par April Daniels
- Lotus Blue par Cat Sparks (en)
- An Excess Male par Maggie Shen King
- Tropic of Kansas par Christopher Brown (en)
- Weave a Circle Round par Kari Maaren
- The Guns Above par Robyn Bennis
- Tous nos contretemps (All Our Wrong Todays) par Elan Mastai (en)
- Forest of a Thousand Lanterns par Julie C. Dao
- Barbary Station par R. E. Stearns
- An Alchemy of Masques and Mirrors par Curtis Craddock
- Wintersong par S. Jae-Jones

#### 2019
La Piste des éclairs (Trail of Lightning) par Rebecca Roanhorse
- La Guerre du pavot (The Poppy War) par R. F. Kuang
- De sang et de rage (Children of Blood and Bone) par Tomi Adeyemi
- La Marque du sorcier (Witchmark) par C. L. Polk (en)
- Semiosis (Semiosis) par Sue Burke
- Le Magicien quantique (The Quantum Magician) par Derek Künsken
- Empire of Sand par Tasha Suri
- Armed in Her Fashion par Kate Heartfield (en)
- Severance par Ling Ma (en)
- Annex par Rich Larson
- A Blade So Black par L. L. McKinney (en)
- The Robots of Gotham par Todd McAulty
- I Am the River par T. E. Grau
- Baby Teeth par Zoje Stage (en)
- The Breath of the Sun par Rachel Fellman
- MEM par Bethany C. Morrow (en)
- Confessions of the Fox par Jordy Rosenberg
- Mirage par Somaiya Daud
- The Deep and Shining Dark par Juliet Kemp

### Années 2020
| Sommaire : | - Haut - 2020 - 2021 - 2022 - 2023 - 2024 - 2025 |

#### 2020
Gideon la Neuvième (Gideon the Ninth) par Tamsyn Muir
- Un souvenir nommé empire (A Memory Called Empire) par Arkady Martine
- Les Dix Mille Portes de January (The Ten Thousand Doors of January) par Alix E. Harrow
- Magic for Liars par Sarah Gailey (en)
- A Song for a New Day par Sarah Pinsker
- La Danse de l'eau (The Water Dancer) par Ta-Nehisi Coates
- Finder par Suzanne Palmer
- The Luminous Dead par Caitlin Starling
- L'Île de Silicium (Waste Tide) par Chen Qiufan (en)
- Infinite Detail par Tim Maughan
- The Lesson par Cadwell Turnbull (en)
- The Outside par Ada Hoffmann
- Wilder Girls (Wilder Girls) par Rory Power
- The Migration par Helen Marshall
- The Old Drift par Namwali Serpell
- La Voleuse d'os (The Merciful Crow) par Margaret Owen
- Opposite of Always par Justin A. Reynolds

#### 2021
Elatsoe par Darcie Little Badger
- The Space Between Worlds par Micaiah Johnson
- Cemetery Boys (Cemetery Boys) par Aiden Thomas (en)
- La Fille aux éclats d'os (The Bone Shard Daughter) par Andrea Stewart
- Cantique pour les étoiles (The Vanished Birds) par Simon Jimenez (en)
- Architects of Memory par Karen Osborne
- Beneath the Rising par Premee Mohamed (en)
- Hench par Natalie Zina Walschots (en)
- The Unspoken Name par A. K. Larkwood
- The Mermaid, the Witch, and the Sea par Maggie Tokuda-Hall
- The Wall par Gautam Bhatia (en)
- Vagabonds par Hao Jingfang
- The Year of the Witching par Alexis Henderson
- Star Daughter par Shveta Thakrar
- The Twice-Drowned Saint par C. S. E. Cooney (en)
- Stonefish par Scott R. Jones
- Every Bone a Prayer par Ashley Blooms
- Kim Jiyoung, née en 1982 (Kim Jiyoung, Born 1982) par Cho Nam-joo
- Little Eyes par Samanta Schweblin
- Love and Other Thought Experiments par Sophie Ward
- Eartheater par Dolores Reyes

#### 2022
Maître des djinns (A Master of Djinn) par P. Djèlí Clark
- Celle qui devint le soleil (She Who Became the Sun) par Shelley Parker-Chan
- The Unbroken par C. L. Clark (en)
- Les Beaux et les Élus (The Chosen and the Beautiful) par Nghi Vo
- Iron Widow (Iron Widow) par Xiran Jay Zhao
- Machinehood par S. B. Divya (en)
- Wendy, Darling par A. C. Wise (en)
- A Marvellous Light (A Marvellous Light) par Freya Marske
- Winter’s Orbit par Everina Maxwell
- The All-Consuming World par Cassandra Khaw (en)
- On Fragile Waves par E. Lily Yu (en)
- Summer Sons par Lee Mandelo
- Unity (Unity) par Elly Bangs
- Star Eater par Kerstin Hall
- Root Magic par Eden Royce (en)
- Bacchanal par Veronica G. Henry
- The Unraveling par Benjamin Rosenbaum (en)
- The Witch King par H. E. Edgmon
- Après toi, les ténèbres (This Thing Between Us) par Gus Moreno
- Mrs Death Misses Death par Salena Godden (en)
- Blood Like Magic par Liselle Sambury (en)
- A Girl Called Rumi par Ari Honarvar

#### 2023
La Montagne dans la mer (The Mountain in the Sea) par Ray Nayler
- Légendes & Lattes (Legends & Lattes) par Travis Baldree (en)
- The Book Eaters par Sunyi Dean (en)
- Plus haut dans les ténèbres (How High We Go in the Dark) par Sequoia Nagamatsu (en)
- The Genesis of Misery par Neon Yang (en)
- The Bone Orchard par Sara A. Mueller
- The Ballad of Perilous Graves par Alex Jennings
- L'Hacienda (The Hacienda) par Isabel Cañas
- The Unbalancing par R. B. Lemberg (en)
- The Bruising of Qilwa par Naseem Jamnia

#### 2024
Les Portes de Lumière (The Saint of Bright Doors) par Vajra Chandrasekera
- La Gloire à tout prix (Some Desperate Glory) par Emily Tesh
- Shigidi and the Brass Head of Obalufon par Wole Talabi (en)
- Le Dernier Combat de Loretta Thurwar (Chain-Gang All-Stars) par Nana Kwame Adjei-Brenyah (en)
- Godkiller (Godkiller) par Hannah Kaner
- Magie d'encre (Ink Blood Sister Scribe) par Emma Törzs
- The Strange par Nathan Ballingrud (en)
- Les Émeutes de la nuit sans lunes (Threads That Bind) par Kika Hatzopoulou
- Le Jour du souvenir (These Burning Stars) par Bethany Jacobs
- The Marigold par Andrew F. Sullivan
- The Splinter in the Sky par Kemi Ashing-Giwa
- The Deep Sky par Yume Kitasei
- Cicadas Sing of Summer Graves par Quinn Connor
- Dazzling par Chikodili Emelumadu
- Flux par Jinwoo Chong
- Blood Debts par Terry J. Benton-Walker
- That Self-Same Metal par Brittany N. Williams
- A Market of Dreams and Destiny par Trip Galey
- The Thing in the Snow par Sean Adams
- The Legend of Charlie Fish par Josh Rountree
- Shark Heart par Emily Habeck
- Extended Stay par Juan Martínez
- Dry Land par B. Pladek

#### 2025
Someone You Can Build a Nest In par John Wiswell (en)
- The Book of Love par Kelly Link
- The Ministry of Time par Kaliane Bradley (en)
- The West Passage par Jared Pechaček
- The Cautious Traveller’s Guide to the Wastelands par Sarah Brooks
- Womb City par Tlotlo Tsamaase (en)
- Sargassa par Sophie Burnham
- Hammajang Luck par Makana Yamamoto
- The Spice Gate par Prashanth Srivatsa
- Lady Eve’s Last Con par Rebecca Fraimow
- Le Livre des portes (The Book of Doors) par Gareth Brown
- A Letter to the Luminous Deep par Sylvie Cathrall
- Blood of the Old Kings (traduction de 메르시아의 별) par Sung-il Kim
- Road to Ruin par Hana Lee
- The Garden of Delights par Amal Singh
- The Jaguar Mask	Michael par J. DeLuca
- Entre autres univers (In Universes) par Emet North
- Toward Eternity par Anton Hur (en)
- The Unmothers par Leslie J. Anderson
- The Melancholy of Untold History par Minsoo Kang (en)
- River Mumma par Zalika Reid-Benta (en)
- The Invisible Hotel par Yeji Y. Ham